# Ferragosto
Ferragosto é um feriado celebrado em 15 de agosto em toda a Itália. Tem origem na Feriae Augusti, festa do imperador Augusto, que fez do dia 1 de agosto um dia de descanso após semanas de muito trabalho no setor agrícola. Tornou-se um costume dos trabalhadores desejar a seus empregadores um "buon ferragosto" e receber em troca um bônus monetário. Isso se tornou lei durante a Renascença em todos os estados papais. Como a festa foi criada por motivos políticos, a Igreja Católica decidiu transferir a festa para o dia 15 de agosto, que é a Assunção de Maria, permitindo-lhes incluí-la na festa. Esta festa foi aproveitada também por Mussolini para dar às classes populares a possibilidade de visitar cidades culturais ou de ir à praia durante um a três dias, de 14 a 16 de agosto, criando "comboios de férias" com bilhetes de baixíssimo custo, para este período de férias. Comida e alimentação não foram incluídas, por isso ainda hoje os italianos associam os almoços para viagem e churrascos a este dia. Por metonímia, é também o período de férias de verão em meados de agosto, que pode ser um fim de semana prolongado ( ponte di ferragosto ) ou a maior parte de agosto. Até 2010, 90% das empresas, lojas e indústrias fechavam mas, com a crescente influência de outros países não católicos, e o fato de fechar a indústria de um país inteiro por um mês inteiro significou uma perda incrível de dinheiro e trabalho em atraso, a maioria das empresas agora fecha por cerca de duas semanas, obrigando todos os trabalhadores a tirar férias impostas, semelhante ao dia 25 de dezembro.

## História
As Feriae Augusti ("Festivais [Férias] do Imperador Augusto ") foram introduzidas pelo imperador Augusto em 18 AC. Era um acréscimo às antigas festas romanas que caíam no mesmo mês, como a Vinalia rustica ou a Consualia, que celebravam a vindima e o fim de um longo período de intenso trabalho agrícola. A Feriae Augusti, além de sua função de propaganda, vinculou os vários festivais de agosto para proporcionar um período de descanso mais longo, chamado de Augustali, que se sentiu necessário após o árduo trabalho das semanas anteriores.
Durante essas celebrações, corridas de cavalos foram organizadas em todo o Império, e bestas de carga (incluindo bois, burros e mulas ), foram liberadas de seus deveres de trabalho e decoradas com flores. Essas tradições antigas ainda estão vivas hoje, praticamente inalteradas em sua forma e nível de participação durante o Palio dell'Assunta, que acontece em 16 de agosto em Siena. Na verdade, o nome "Palio" vem do pálio, uma peça de tecido precioso que era o prémio usual dado aos vencedores das corridas de cavalos na Roma Antiga.
Durante a festa, os trabalhadores cumprimentavam seus patrões, que em troca davam uma gorjeta. O costume tornou-se tão fortemente enraizado que na Renascença se tornou obrigatório nos Estados Papais.
O nome italiano moderno do feriado vem diretamente do nome latino.
De acordo com Richard Overy, autor de Uma História da Guerra em 100 Batalhas, o Feriado de Ferragosto foi introduzido por C. César Otaviano, o futuro Augusto, após a sua vitória sobre Marco Antônio na Batalha de Ácio em 2 de setembro de 31 AEC.

### Durante o fascismo
A tradição popular de fazer viagens durante a Ferragosto surgiu durante o regime fascista. Na segunda metade da década de 1920, em meados de agosto, o regime organizou centenas de viagens populares por meio das organizações fascistas de lazer e recreação de várias corporações e da instalação dos "Trens do Povo de Ferragosto", que estavam disponíveis. a preços com desconto.
A iniciativa deu oportunidade a classes sociais menos favorecidas de visitar cidades italianas ou de chegar a estâncias litorâneas e de montanha. A oferta estava limitada a 13, 14 e 15 de agosto e compreendia duas opções: a "Viagem de um dia", num raio de 50-100 km, e a "Viagem de três dias" num raio de cerca de 100-200 km.

## Na religião
A festa católica da Assunção da Bem-Aventurada Virgem Maria também cai em 15 de agosto e é uma grande festa e Dia Santo da Obrigação.